# Baloise Kunst-Preis
Der Baloise Kunst-Preis wird seit 1999 von Baloise jedes Jahr an zwei junge Kunstschaffende verliehen. Baloise fördert damit den künstlerischen Werdegang junger und aufstrebender Talente.
Die zwei mit je CHF 30‘000.- dotierten Preise werden im Sektor Statements an der Kunstmesse Art Basel von einer mit internationalen Fachleuten besetzten Jury vergeben.
Zusätzlich erwirbt Baloise Werkgruppen der Preisträger und schenkt diese Kunstwerke zwei bedeutenden europäischen Museen, aktuell dem Hamburger Bahnhof – Nationalgalerie der Gegenwart und dem MUDAM Luxemburg.
Das Kunstförderungs-Engagement umfasst Preisgelder, Werkankäufe, Förderbeiträge für Art Statements und Museums-Ausstellungen der Preisträger.

## Preisträger
- 1999 – Laura Owens, Matthew Ritchie[1]
- 2000 – Joeroen de Rijke/Willem de Rooij, Navin Rawanchaikul
- 2001 – Annika Larsson, Ross Sinclair
- 2002 – Cathy Wilkes, John Pilson
- 2003 – Monika Sosnowska, Saskia Olde Wolbers
- 2004 – Aleksandra Mir, Tino Sehgal
- 2005 – Jim Drain, Ryan Gander
- 2006 – Keren Cytter, Peter Piller
- 2007 – Haegue Yang, Andreas Eriksson
- 2008 – Ducan Campbell, Tris Vonna-Michell
- 2009 – Nina Canell, Geert Goiris
- 2010 – Claire Hooper, Simon Fujiwara
- 2011 – Ben Rivers, Alejandro Cesarco
- 2012 – Karsten Födinger, Simon Denny
- 2013 – Jenni Tischer, Kemang Wa Lehulere
- 2014 – John Skoog
- 2015 – Beatrice Gibson, Mathieu Kleyebe Abonnenc
- 2016 – Sara Cwynar, Mary Reid Kelley
- 2017 – Martha Atienza, Sam Pulitzer
- 2018 – Suki Seokyeong Kang, Lawrence Abu Hamdan
- 2019 – Giulia Cenci, Xinyi Cheng
- 2020 – keine Preisvergabe (Art Basel abgesagt)
- 2021 – Hana Miletić, Cameron Clayborn
- 2022 – Turmaline, Helena Uambembe

## Beschenkte Museen
- S.M.A.K., Stedelijk Museum voor Actuele Kunst, Gent, Belgien (1999–2004)
- Hamburger Kunsthalle, Deutschland (1999–2013)
- mumok, Museum Moderner Kunst Stiftung Ludwig, Wien, Österreich (2005–2014)
- MMK Frankfurt am Main (2014–2016)
- MUDAM, Luxemburg (2015 und laufend)
- Hamburger Bahnhof, Museum für Gegenwart,[2] Berlin (2017 und laufend)